# ソユーズTMA-07M
ソユーズTMA-07Mは、2012年12月19日に打ち上げられた国際宇宙ステーションへの飛行である。第34次長期滞在のクルー3名をISSに運搬する。

## 乗組員
- ロマン・ロマネンコ (2) -  ロシア RSA
- クリス・ハドフィールド (3) -  カナダ CSA
- トーマス・マーシュバーン (2) -  アメリカ合衆国 NASA